# Championnat de Bahreïn de football 2018-2019
Navigation
Saison précédente Saison suivante
La saison 2018-2019 du Championnat de Bahreïn de football est la soixante-troisième édition du championnat national de première division à Bahreïn. Les dix meilleurs clubs du pays sont regroupés au sein d'une poule unique et s'affrontent deux fois au cours de la compétition, à domicile et à l'extérieur. En fin de saison, les deux derniers du classement sont relégués et remplacés par les deux meilleurs clubs de deuxième division.
Le Riffa Club remporte le championnat avec six points d'avance sur Manama Club, c'est le douzième titre de champion du club.

## Les clubs participants
- Al Muharraq Club
- Al Najma Club
- Riffa Club
- Al Hidd Club
- East Riffa
- Manama Club
- Malikiya Club
- Al Hala Sports Club - Promu de D2
- Budaiya Club - Promu de D2
- Al-Shabab Club

## Compétition

### Classement
Le classement est établi sur le barème de points classique (victoire à 3 points, match nul à 1, défaite à 0).
| Rang | Équipe               | Pts | J  | G  | N | P  | Bp | Bc | Diff |
| ---- | -------------------- | --- | -- | -- | - | -- | -- | -- | ---- |
| 1    | Riffa ClubC          | 40  | 18 | 12 | 4 | 2  | 39 | 15 | +24  |
| 2    | Manama Club          | 34  | 18 | 10 | 4 | 4  | 35 | 24 | +11  |
| 3    | Al Muharraq ClubT    | 31  | 18 | 9  | 4 | 5  | 35 | 22 | +13  |
| 4    | Al Hidd Club         | 28  | 18 | 8  | 4 | 6  | 29 | 23 | +6   |
| 5    | Al Najma Club        | 28  | 18 | 8  | 4 | 6  | 27 | 23 | +4   |
| 6    | East Riffa           | 25  | 18 | 7  | 4 | 7  | 21 | 18 | +3   |
| 7    | Al-Shabab Club       | 19  | 18 | 5  | 4 | 9  | 22 | 32 | -10  |
| 8    | Al Hala Sports ClubP | 19  | 18 | 5  | 4 | 9  | 18 | 29 | -11  |
| 9    | Budaiya ClubP        | 15  | 18 | 4  | 3 | 11 | 18 | 39 | -21  |
| 10   | Malikiya Club        | 13  | 18 | 4  | 1 | 13 | 15 | 34 | -19  |

|  | Qualification pour le tour préliminaire de la Ligue des champions de l'AFC 2020 |
|  | Qualification pour la Coupe de l'AFC 2020                                       |
|  | Qualification pour la Coupe de l'AFC 2020(sous condition)                       |
|  | Qualification pour les barrages                                                 |
|  | Relégation directe en deuxième division                                         |
|  | T : Tenant du titre C : Vainqueur de la Bahreini King's Cup P : Promu de D2     |

- Si le champion se qualifie pour la phase de poule de la Ligue des champions de l'AFC 2020, le troisième est qualifié pour la Coupe de l'AFC 2020
- Si le champion ne se qualifie pas pour la phase de poule de la Ligue des champions de l'AFC 2020, il est reversé en Coupe de l'AFC 2020

## Barrages de relégation
|        | Club                | Score | Club                |
| aller  | Al Hala Sports Club | 3-1   | Setra Club          |
| retour | Setra Club          | 1-1   | Al Hala Sports Club |
| Total  | Al Hala Sports Club | 4-2   | Setra Club          |

- Al Hala Sports Club se maintient en première division.

## Bilan de la saison
| Championnat de Bahreïn de football 2018-2019                        |                        |
| Champion                                                            | Riffa Club (12e titre) |
| Coupes et trophées                                                  |                        |
| Vainqueur de la Bahreini King's Cup                                 | Riffa Club             |
| Qualifications continentales                                        |                        |
| Ligue des champions de l'AFC 2020 (tour préliminaire)               | Riffa Club             |
| Coupe de l'AFC 2020                                                 | Manama Club            |
| Promotions et relégations                                           |                        |
| Promus en Bahraini Premier League                                   | Al-Ahli Club           |
| Promus en Bahraini Premier League                                   | Busaiteen Club         |
| Relégués en Championnat de Bahreïn de football de deuxième division | Budaiya Club           |
| Relégués en Championnat de Bahreïn de football de deuxième division | Malikiya Club          |